# Hancom Office
Hancom Office (conhecida anteriormente como ThinkFree Office) é uma suíte de produtividade que corre em plataformas Windows, iOS, Android e a web como uma plataforma SaaS. É composto por um processador de texto, um programa de folha de cálculo, um criador de apresentações e um editor de PDF.